# Storsjön
El lago Storsjön ([ˈstuːˌʂœn], literalmente «el gran lago») es el quinto mayor lago de Suecia, abarcando un área de 456,13 km² y siendo su profundidad de 74 m. Se encuentra en la provincia tradicional de Jämtland en el actual Condado de Jämtland. Desde Storsjön fluye el río Indals y el lago tiene la mayor isla llamada Frösön. Anexada a la ciudad de Östersund, ribereña al lago. 
Cuentan las historias del lugar que el lago es morada de una criatura llamada en la zona Storsjoodjviet, apareciendo ocasionalmente personas que afirman haberlo visto.